# Caribbean’s Next Top Model
Caribbean’s Next Top Model ist eine Reality-Show, die seit 2013 in bislang vier Staffeln ausgestrahlt wurde. Es handelt sich um einen in der Karibik spielenden Ableger der US-amerikanischen Fernsehshow America’s Next Top Model.

## Konzept
Pro Staffel konkurrieren 24 ausgewählte Models aus verschiedenen Staaten und abhängigen Gebieten der Karibik sowie einigen Karibikanrainern um den Titel „Caribbean’s Next Top Model“. Eine aus drei Personen bestehende Jury urteilt über die Performance der Teilnehmerinnen. Vorsitzende der dreiköpfigen Jury ist die trinidadische Anwältin Wendy Fitzwilliam, die 1998 als Model den Titel Miss Universe errang. Zusätzlich zur dreiköpfigen Jury gibt es in jeder Folge mindestens einen prominenten Gastjuror, dessen berufliches Tätigkeitsfeld zum Motto der jeweiligen Folge passt.

## Produktion
Die Drehorte unterscheiden sich von Staffel zu Staffel. Staffel 1 wurde in Trinidad und Tobago gedreht, Staffel 2 in Barbados, Staffel 3 in Grenada und Staffel 4 in Jamaika. Koproduzentin Dionyse Fitzwilliam ist die Schwester von Wendy Fitzwilliam.

## Staffeln
| Staffel | Premiere         | Austragungsort      | Jury                                                | Siegerin        | Herkunft            |
| ------- | ---------------- | ------------------- | --------------------------------------------------- | --------------- | ------------------- |
| 1       | 18. Februar 2013 | Trinidad und Tobago | Wendy Fitzwilliam, Pedro Virgil, Richard Young      | Treveen Stewart | Cayman Islands      |
| 2       | 19. Oktober 2015 | Barbados            | Wendy Fitzwilliam, Pedro Virgil, Richard Young      | Kittisha Doyle  | Grenada             |
| 3       | 30. Januar 2017  | Grenada             | Wendy Fitzwilliams, Pedro Virgil, Socrates McKinney | Shamique Simms  | Jamaika             |
| 4       | 14. Februar 2018 | Jamaika             | Wendy Fitzwilliams, Pedro Virgil, Socrates McKinney | Le Shae Riley   | Trinidad und Tobago |

### Staffel 1

#### Teilnehmer
| Platz                | Name               | Herkunft            |
| -------------------- | ------------------ | ------------------- |
| 1.                   | Treveen Stewart    | Cayman Islands      |
| 2.                   | Stephany Francisca | Curaçao             |
| 3. (geteilter Platz) | Susan Chin         | Trinidad und Tobago |
| 3. (geteilter Platz) | Trudy-Lee Collins  | Jamaika             |
| 5.                   | Athaliah Samuel    | Trinidad und Tobago |
| 6.                   | Sedia Jackman      | Barbados            |
| 7.                   | Lisa Wallace       | Jamaika             |
| 8.                   | Kendra Beneby      | Bahamas             |
| 9.                   | Sheriza Ali        | Trinidad und Tobago |
| 10.                  | Ashley Anselm      | Guadeloupe          |
| 11.                  | Semoy De Four      | Trinidad und Tobago |
| 12.                  | Rachel John        | Trinidad und Tobago |

#### Ablauf
Die Staffel umfasste acht Episoden und lief vom 18. Februar bis zum 27. Mai 2013. Während die Episoden prinzipiell im Wochenrhythmus ausgestrahlt wurden, gab es zwischen den Episoden 8 und 9 eine Pause von sechs Wochen, ohne dass hierfür eine Erklärung veröffentlicht worden wäre. Die letzte Episode 10 folgte wiederum eine Woche nach Episode 9.
Gedreht wurde die Sendung bereits 2011, die Ausstrahlung erfolgte aufgrund nicht näher spezifizierter „Produktionsprobleme“ erst 2013. Szenen außerhalb des Studios wurden unter anderem im Militärmuseum in Chaguaramas und an der Hanuman-Statue in Carapichaima gedreht. Neben Wendy Fitzwilliam saßen der australische Fotograf Pedro Virgil und der trinidadische Modeberater und Eventmanager Richard Young in der Jury. Die Ausstrahlung erfolgte durch die Sender WSEE TV, One Caribbean Television und CaribVision in mehr als 25 karibischen Ländern und Territorien. Als Gastjuror in einer der Episoden trat Machel Montano auf.
In Episode 2 verließ Kandidatin Rachel John aus eigenem Antrieb die Show und wurde durch die Jamaikanerin Lisa Wallace ersetzt. Siegerin Treveen Stewart erhielt einen mit 50.000 US-Dollar dotierten Werbevertrag mit dem trinidadischen Kommunikationsdienstleister bmobile, einen Modelvertrag mit der US-amerikanischen Modelagentur Factor Women sowie ein Fotoshooting für ein Titelbild des Caribbean-Belle-Magazins.

### Staffel 2

#### Teilnehmer
| Platz                 | Name                  | Herkunft                       |
| --------------------- | --------------------- | ------------------------------ |
| 1.                    | Kittisha Doyle        | Grenada                        |
| 2.                    | Linda Mejia Torres    | Puerto Rico                    |
| 3.                    | Nicoya Henry          | Antigua und Barbuda            |
| 4.                    | Ayana Jeune Whitehead | Saint Lucia                    |
| 5.                    | Sydney Solomon        | Cayman Islands                 |
| 6.                    | Yugge Farrell         | St. Vincent und die Grenadinen |
| 7.                    | Lia Ross              | Trinidad und Tobago            |
| 8.                    | Mackella Moo-Young    | Jamaika                        |
| 9.                    | Krissle Garcia        | Trinidad und Tobago            |
| 10. (geteilter Platz) | Carol-Ann King        | Barbados                       |
| 10. (geteilter Platz) | Raquel Wijnerman      | Surinam                        |

#### Ablauf
Das Casting für Staffel 2 fand im Juli und August 2015 in Barbados, Jamaika und Trinidad und Tobago sowie auf den Cayman Islands statt. Die Staffel umfasste elf Episoden und lief vom 19. Oktober bis zum 22. Dezember 2013. Hauptsponsor war der in 15 karibischen Ländern und Gebieten operierende Kabelnetzbetreiber Cable & Wireless Communications mit seiner Marke „Flow“. Cable & Wireless sicherte sich dabei für seinen Fernsehsender Flow 1 die Erstausstrahlungsrechte und spielte die Sendung in Antigua und Barbuda, den Bahamas, Barbados, den Cayman Islands, Curacao, Grenada, Jamaica, St. Lucia, St. Vincent und den Grenadinen und Trinidad exklusiv ab; andere Sender durften die Folgen der Staffel erst fünf Tage nach Flow 1 ausstrahlen.
Zunächst wurden 15 Kandidatinnen für die Show gecastet, in Folge 2 selektierte Wendy Fitzwilliam dann elf Kandidatinnen für den weiteren Verlauf der Show. In Folge 3 wurden mit Carol-Ann King und Raquel Wijnerman überraschend gleich zwei Models aus dem Wettbewerb gewählt. Zu den Aufgaben der einzelnen Episoden gehörten unter anderem Fotoaufnahmen mit Pythons, mit mit Goldfarbe bepinselten Körpern und während eines Surf-Kurses. Siegerin Kittisha Doyle erhielt 25.000 US-Dollar in bar, einen Modelvertrag mit der US-amerikanischen Agentur Mint Management und ein Fotoshooting für ein Titelbild eines Mode-Magazins.
Yugge Farrell geriet 2018 in die Schlagzeilen, als sie in sozialen Medien eine Affäre mit dem damaligen vincentischen Finanzminister Camillo Gonsalves behauptete, dem Sohn des damaligen Regierungschefs Ralph Gonsalves. In der Folge wurde sie von einem Gericht in eine psychiatrische Klinik eingewiesen, was zu vereinzelten Vermutungen führte, die vincentische Regierung gehe gegen Farrell vor.

### Staffel 3

#### Teilnehmer
| Platz                 | Name               | Herkunft            |
| --------------------- | ------------------ | ------------------- |
| 1.                    | Shamique Simms     | Jamaika             |
| 2.                    | Nkechi Vaughn      | Guyana              |
| 3.                    | Samantha West      | Trinidad und Tobago |
| 4.                    | Lisa-Marie Faustin | Saint Lucia         |
| 5.                    | Nikita Maibaum     | Grenada             |
| 6.                    | Tanisha Lalla      | Trinidad und Tobago |
| 7.                    | Tonisha Rock-Yaw   | Barbados            |
| 8.                    | Lynah Bontiff      | Dominica            |
| 9.                    | Chenise Cumberland | Jamaika             |
| 10.                   | Iyepha Biggot      | Trinidad und Tobago |
| 11.                   | Zahada Harper      | Grenada             |
| 12.                   | Sashawna Flake     | Jamaika             |
| 13. (geteilter Platz) | Nina Victor        | Sint Maarten        |
| 13. (geteilter Platz) | Altena Wilson      | Jamaika             |

#### Ablauf
Staffel 3 der Show spielte auf Grenada. Die Staffel umfasste elf Episoden und lief vom 30. Januar bis zum 3. April 2017. Richard Young saß nicht mehr in der Jury und wurde durch den dominikanischen Modeschöpfer Sócrates McKinney ersetzt. Hauptsponsor war wieder Cable & Wireless Communications mit seiner Marke „Flow“.
Zu den Aufgaben der Staffel gehörte ein Fotoshooting mit dem US-amerikanischen Footballspieler Quentin Groves, der zum Zeitpunkt der Ausstrahlung bereits drei Monate tot war – er war im Oktober 2016 im Alter von 32 Jahren an einem Herzanfall verstorben. Weitere Aufgaben waren ein Unterwasser-Fotoshooting und eine Darbietung der Teufelsfigur (jab jab) des trinidadischen Karnevals. Siegerin Shamique Simms erhielt als Preis unter anderem 25.000 US-Dollar, einen Modelvertrag mit der US-amerikanischen Agentur Mint Management und ein Fotoshooting für ein Titelbild des Magazins She Caribbean.

### Staffel 4

#### Teilnehmer
| Platz                | Name                | Herkunft            |
| -------------------- | ------------------- | ------------------- |
| 1.                   | Le Shae Riley       | Trinidad und Tobago |
| 2.                   | Daphne Veldkamp     | Suriname            |
| 3.                   | Gabriella Bernard   | Trinidad und Tobago |
| 4.                   | Natalie Whittington | Panama              |
| 5.                   | Ingrid Suarez       | Panama              |
| 6.                   | Usha Thomas         | Grenada             |
| 7.                   | Chimay Ramos        | Aruba               |
| 8. (geteilter Platz) | Saskia Lewin        | Jamaika             |
| 8. (geteilter Platz) | Kristina Robinson   | Bahamas             |
| 8. (geteilter Platz) | Trevine Sellier     | Trinidad und Tobago |
| 11.                  | Vanessa John        | Trinidad und Tobago |
| 12.                  | Kerryne James       | Grenada             |

#### Ablauf
Staffel 4 der Show spielte auf Jamaika. Die Staffel umfasste elf Episoden und lief vom 14. Februar bis zum 25. April 2018. Siegerin LeShae Riley erhielt als Preis unter anderem 25.000 US-Dollar, ein Fotoshooting für ein Titelbild des She-Caribbean-Magazins und einen Modelvertrag mit der US-amerikanischen Agentur Mint Management. Das Casting für die Staffel und das Shooting der letzten Episode fanden im Devon House im Saint Andrew Parish statt, der 1881 erbauten Residenz des ersten farbigen Millionärs Jamaikas, George Stiebel.